# Christopher Beeny
Christopher Beeny, född 7 juli 1941 i London, död 3 januari 2020 i Kent, var en brittisk skådespelare och dansare. Beeny är främst känd för rollen som betjänten Edward Barnes i dramaserien Herrskap och tjänstefolk.

## Filmografi i urval
- 1953 – Han kom för att hämnas
- 1953 – Kidnappers – skogarnas folk
- 1954–1957 – The Grove Family (TV-serie)
- 1963 – Den stora fabriken (TV-serie)
- 1963 – Doktorn på vift
- 1969–1986 – In Loving Memory (TV-serie)
- 1971 – The Rivals of Sherlock Holmes (TV-serie)
- 1971–1975 – Herrskap och tjänstefolk (TV-serie)
- 1976–1978 – Whodunnit? (TV-serie)
- 2001–2010 – Last of the Summer Wine (TV-serie)
- 2006 – Hem till gården (TV-serie)
- 2008 – Förnuft och känsla (Miniserie)